# Arpaja Alta
Arpaja Alta ist eine Streusiedlung im Departamento Chuquisaca im südamerikanischen Andenstaat Bolivien.

## Lage im Nahraum
Arpaja Alta ist der sechstgrößte Ort des Kanton Villa Charcas im neu geschaffenen Municipio Villa Charcas in der Provinz Nor Cinti. Das Zentrum des Ortes liegt auf einer Höhe von 3051 m zwischen dem Río Terrado im Osten und dem Río Huana Chanayoj, der in den Río Terrado mündet.

## Geographie
Arpaja Alta liegt in der Bergregion der Cordillera de Tajsara o Tarachaca im semi-ariden Übergangsgebiet zwischen den semi-humiden Bergwäldern der östlichen Gebirgsketten Boliviens und dem ariden Altiplano.
Die jährlichen Niederschläge schwanken zwischen 350 und 550 mm und treten vor allem in den Monaten von November bis März auf; die Wintermonate Mai bis August sind weitgehend niederschlagsfrei (siehe Klimadiagramm Culpina). Die Monatsdurchschnittstemperaturen liegen in dem Becken zwischen knapp 20 °C im Dezember und 5 bis 8 °C im Juni/Juli.

## Verkehrslage
Arpaja Alta liegt in einer Entfernung von 449 Straßenkilometern südlich von Sucre, der Hauptstadt des Departamentos.
Von Sucre aus führt die asphaltierte Nationalstraße Ruta 5 in südwestlicher Richtung nach Potosí, der Hauptstadt des im Westen angrenzenden Departamentos. Von hier aus nach Süden führt die Ruta 1, die auf den ersten 37 Kilometern bis Cuchu Ingenio noch asphaltiert ist. Nach weiteren 146 Kilometern erreicht die Ruta 1 die Stadt Camargo. Noch einmal 19 Kilometer südlich von Camargo zweigt eine unbefestigte Landstraße in östlicher Richtung ab, überquert den Río Camblaya und überwindet auf den folgenden 47 Kilometern bis Culpina einen Höhenunterschied von 600 Metern. Östlich von Culpina zweigt dann eine Straße nach Nordosten ab und erreicht nach weiteren 21 Kilometern vorbei an Incahuasi die Gemeinde Villa Charcas.
Am Nordrand von Villa Charcas zweigt eine Landstraße in nordwestlicher Richtung ab, überquert den Río Papa Chajra und den Quebrada Rosasmayu und erreicht nach fünf Kilometern das Flussbett des Río Terrado, dem die unbefestigte Piste vier Kilometer nach Norden folgt. Sie überquert dann den Fluss in westlicher Richtung und erreicht nach einem halben Kilometer  Arpaja Alta.

## Bevölkerung
Die Einwohnerzahl von Arpaja Alta ist im vergangenen Jahrzehnt um knapp ein Fünftel angestiegen:
| Jahr | Einwohner         | Quelle       |
| ---- | ----------------- | ------------ |
| 1992 | keine Detaildaten | Volkszählung |
| 2001 | 454               | Volkszählung |
| 2012 | 538               | Volkszählung |
| 2024 |                   | Volkszählung |